# Guy Maddin
Guy Maddin (Winnipeg, 28 de fevereiro de 1956) é um roteirista, cineasta, autor e diretor de fotografia canadense. É conhecido pela capacidade de recriar a aparência e o estilo do cinema mudo e do áudio dos primeiros filmes com som. Desde a conclusão seu primeiro filme, em 1985, Maddin se tornou um dos cineastas mais conhecidos e premiados do Canadá.